# 遼寧師範大学附属中学
遼寧師範大学附属中学（りょうねいしはんだいがく ふぞくちゅうがっこう、拼音: liáoníng shīfàndàxué fùshŭ zhōngxué）は、中華人民共和国遼寧省大連市にある高級中学。遼附、遼師大附中などと略される。学校の占有面積は、45，000平方km、建築面積20，000平方km、教員は142人(2025年)。

## 歴史

### 初級中学時代
1952年に遼寧師範大学の附属学校として設立され、当時は大連市第十中学校と呼ばれていた。最初の教室は旧ソ連軍が規律違反の兵士を処罰するために使った座敷牢で、平屋4部屋、広さは180平方メートルであった。その後、1955年12月に大連師範専科学校附属中学校に改称された。

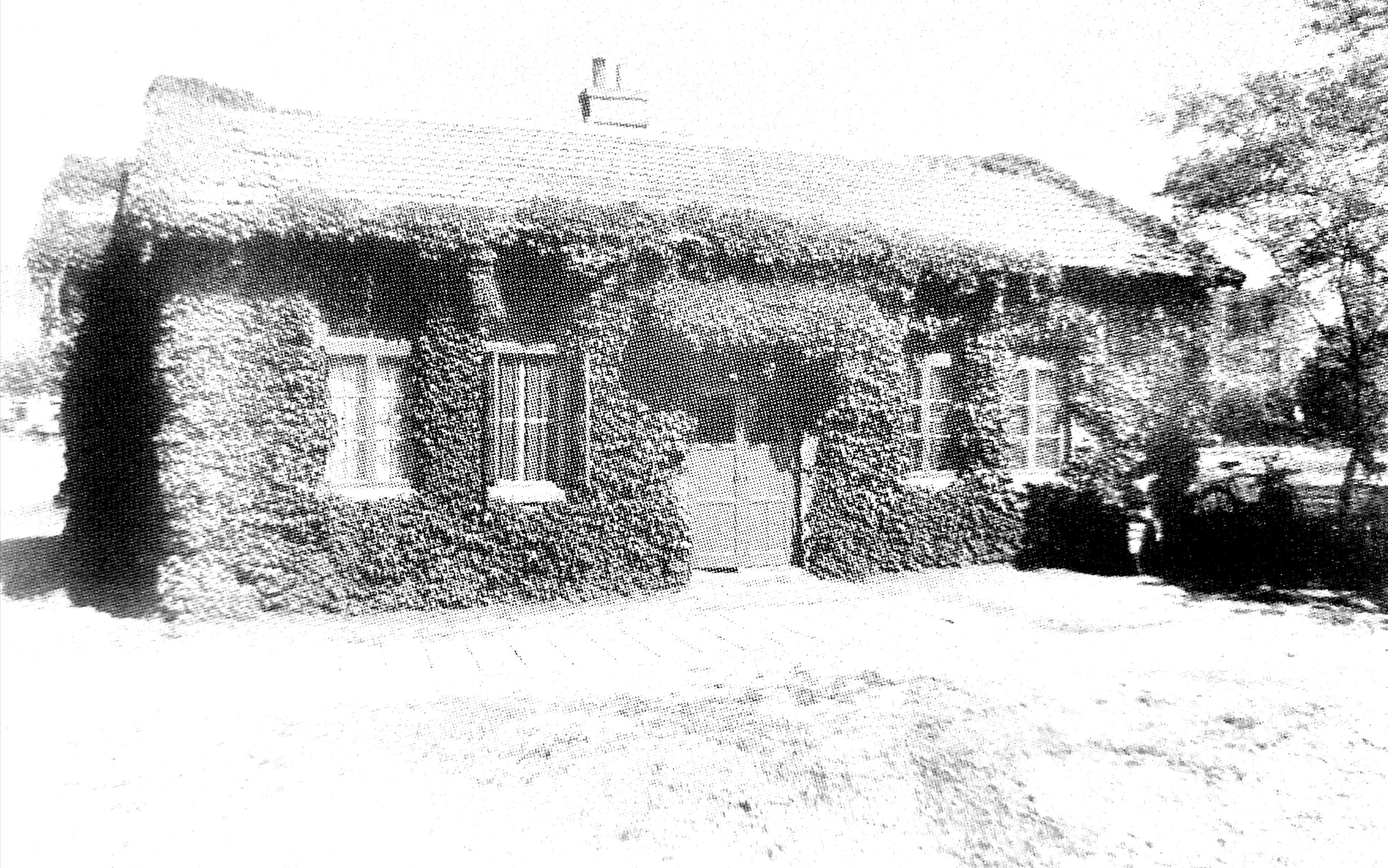
遼寧師範大学附属中学の校舎に使われていたソ連軍の座敷牢（1952年撮）

### 完全中学時代
1958年に初等部、高校部に追加され、大連師範学院附属中学の名前に変更、初等部は1962年に廃止された。また1960年遼寧省の重点高級中学に認定される。1969年4月、旅大市第46中学校に再度名称が変更された。

### 高等学校時代
1983年に中学生の募集を取りやめられ、同年遼寧師範大学附属中学に改称された。
2003年には、遼寧省の模範高級中学と認定され、2021年に発展して現在の遼寧師範大学附属中学となり、2022年に大連市特色普通高中として評価された。

## 学校の主要指導者
現校長は倪俊峰であり、副校長は程謨臣、黄静、畢庶安。

## 成績
学校の文史類学科の教学の力は大連市でトップクラスで、数人の学生は普通高等学校招生全国統一考試に参加して大連市ひいては遼寧省文史類学科の第1位を獲得した 。

## 対外交流
1982年3月愛媛県松山市愛媛県立松山西高等学校と友好学校提携を結ぶ。

## 引證
1. ↑  “辽师附中校园介绍”. xiaozhang.com.cn (2015年8月7日). 2025年5月7日閲覧。
2. ↑  “历史-辽宁师范大学附属中学”. 2025年5月30日閲覧。
3. ↑  “领导成员”. 2025年5月24日閲覧。
4. ↑  “颇具口碑的重点高中——辽师附中”. baijiahao.baidu.com (2020年8月26日). 2025年5月30日閲覧。
5. ↑   (中国語) 中国著名中学 [中国の著名な中学]. 大連: 大連出版社. (1988). ISBN 7-80555-002-6